# Gipsy Kings
Els Gipsy Kings (Reis Gitanos en anglès) són un grup musical de flamenc, salsa i pop de les ciutats d'Arle i Montpeller, a la Provença, que interpreta les seves cançons principalment en llengua castellana amb accent andalús. Malgrat que els membres del grup van néixer a Occitània, la seva família prové de gitanos catalans que havien fugit de Catalunya arran de la Guerra Civil Espanyola. Són coneguts per haver acostat la rumba catalana a públics de tot el món. Originalment, el grup es va anomenar Los Reyes.
Criats dins la cultura gitana, els Gipsy Kings han conservat el català com a llengua materna i han adoptat el castellà per a cantar, costum estès entre els gitanos catalans de França des de fa dècades. La música dels Gipsy Kings té un estil particular de rumba amb aires flamencs i influències pop, i ha estat descrita com un lloc on «el flamenc espanyol i la rapsòdia gitana es troben amb la salsa i el funk». Moltes cançons seves s'adapten a danses com ara la salsa i la rumba.

## Trajectòria

### Inicis
A mitjan dècada de 1960, els cosins Ricardo Baliardo –conegut com a Manitas de Plata– i José Reyes formaren un duet que començà a popularitzar la rumba flamenca arreu del món (entre els seus fans hi havia Miles Davis i Pablo Picasso). Quan decidiren de separar-se i anar cadascú pel seu costat, José Reyes, el cantant del duet, va crear un grup propi compost pels seus fills, al qual va anomenar Los Reyes. Aquesta formació va començar a Arle durant la dècada de 1970 i va desenvolupar la seva activitat com a grup gitano, viatjant arreu de França i tocant en casaments, festivals i als carrers. Aviat, els germans Nicolas i Andre Reyes, fills de José, es varen unir als seus cosins Jacques, Maurice i Tonino Baliardo (nebots de Manitas de Plata).
El 1977, Los Reyes varen publicar l'àlbum Gitan poète sota el nom de "José Reyes et Los Reyes avec Chico Bouchikhi". Més tard, varen començar a ser contractats per a afegir color a les festes de la gent de classe alta a llocs com ara Saint Tropez (el 1978, Chico i Nicolas varen ser convidats a tocar-hi durant la festa d'aniversari de Brigitte Bardot), però els seus dos primers àlbums varen obtenir poc de ressò. Fins aleshores, els Gipsies tocaven el flamenc tradicional, enriquit amb el toc de la guitarra de Tonino Baliardo i la veu de Nicolas Reyes. José Reyes es va morir el 1979, poc abans que la banda que havia ajudat a crear es fes mundialment famosa. En aquells moments, el grup ja havia canviat el seu nom original pel de Gipsy Kings, el qual van adoptar pel fet que la seva forma de vida era la pròpia dels gitanos i, al mateix temps, com a homenatge al seu cognom (Kings vol dir Reyes en anglès).

### Èxit

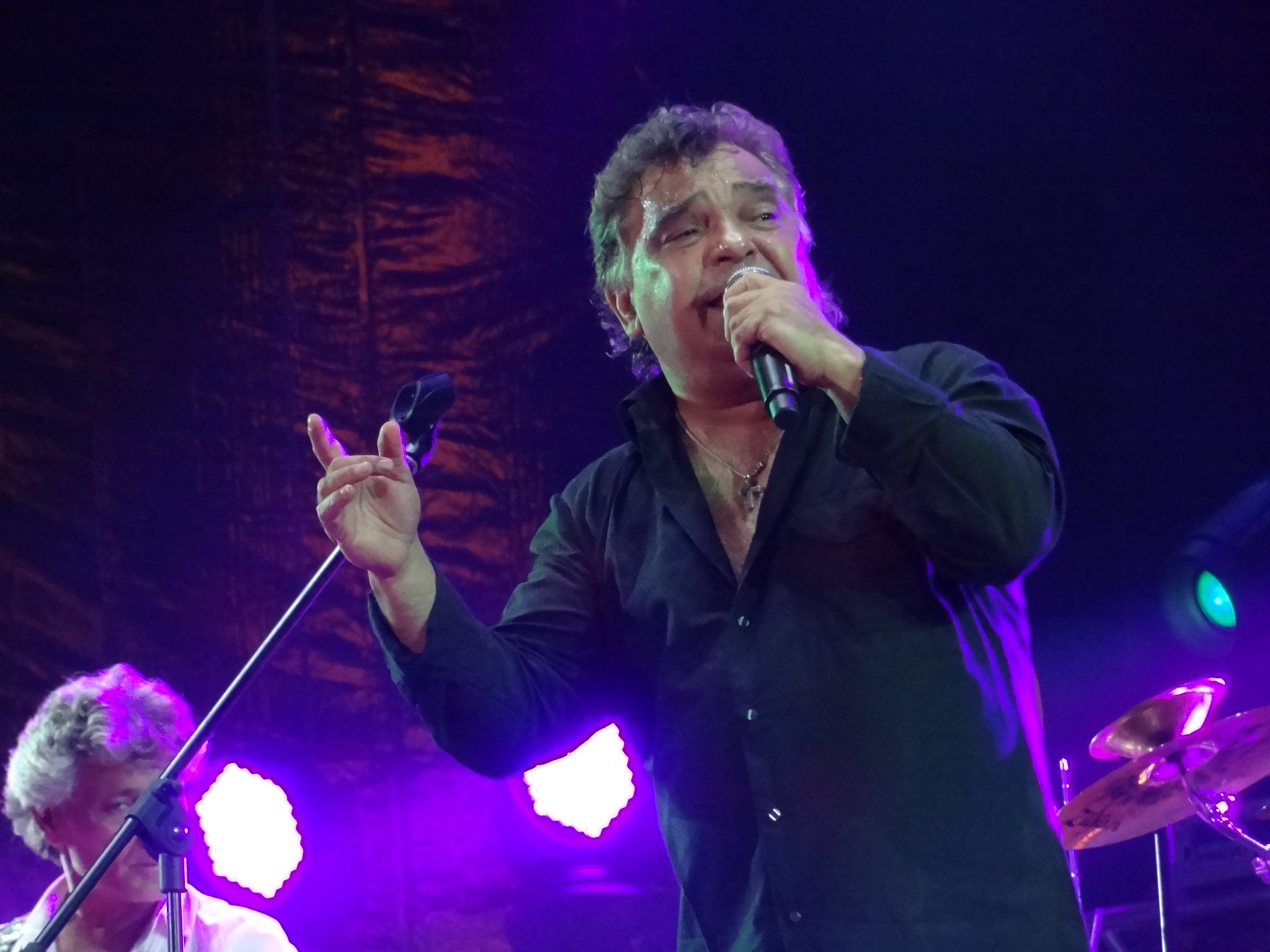
Nicolas Reyes cantant amb els Gipsy Kings el 2012

El grup va esdevenir popular gràcies el seu tercer àlbum, Gipsy Kings (1987), que incloïa les cançons "Djobi Djoba", "Bamboléo" i la balada romàntica "Un Amor". El tema més famós del disc, i potser del grup, era Bamboléo, revisió de la versió d'un popurri de Caballo viejo (un clàssic de Veneçuela) i la tornada de la cançó homònima de la brasilera Carmen Miranda que Julio Iglesias havia realitzat amb el títol Caballo Viejo (Bamboleo). L'àlbum Gipsy Kings assolí un gran èxit a Europa i a l'Àfrica, així com a l'Orient Mitjà. El disc es va llançar als EUA el 1989 i va passar 40 setmanes a les llistes, un dels pocs àlbums en castellà que ho havia fet mai fins al moment. Al mateix temps, els Gipsy Kings esdevenien el primer grup gitano a aconseguir un disc d'or als EUA. A més, varen guanyar les Victoires de la música de grup el 1990. Un any després, el 1991, es va descobrir que Jahloul Chico Bouchikhi, aleshores líder del grup, havia registrat la marca a nom seu. Llavors la resta de components del grup el despatxaren i recuperaren legalment la propietat del nom. Chico, però, va crear tot seguit la seva pròpia banda amb el nom de "Chico and the Gypsies", amb el qual va poder continuar la seva carrera de forma reeixida.
Els Gipsy Kings varen interpretar "I've Got No Strings" per a l'àlbum recopilatori i de vídeo de la Disney Simply Mad About the Mouse (1991). La seva versió de "Hotel California" era un exemple de guitarra flamenca ràpida i de ritmes compassats: va aparèixer a la pel·lícula dels germans Coen The Big Lebowski (1998). La pel·lícula del 2010 Toy Story 3 incloïa la seva versió de "You've Got a Friend in Me", una versió en castellà titulada "Hay un Amigo en Mi" i executada amb un clar estil flamenc.
La banda ha estat criticada pels puristes del flamenc, però Nicolas Reyes va dir un cop en una entrevista que el món del flamenc no està pas en una gran forma i que el grup està orgullós del seu èxit; l'àlbum Compas conté música flamenca més tradicional.
Durant anys, al bar "Le Penalty" del centre d'Arle, regentat per un nebot dels membres del grup, s'hi podia admirar una extensa mostra de fotos i discografia dels Gipsy Kings.

### Projectes individuals
Alguns dels membres individuals del grup han publicat els seus propis àlbums. El 1988, Canut Reyes va publicar el seu projecte en solitari Boléro. Des d'aleshores ha publicat un segon àlbum titulat Gitano (2012). Andre Reyes va gravar un àlbum en solitari el 1992, però mai el va llançar oficialment. Algunes còpies no autoritzades varen ser-ne adquirides pels fans i publicades en línia. Tonino Baliardo va publicar el seu propi àlbum instrumental, Essences, el 2001, un àlbum que es reedità el 2003.

### Col·laboracions
Els Gipsy Kings han col·laborat amb molts artistes de renom. Entre d'altres, "Speaking of Dreams" amb Joan Baez el 1990, un duet de "My Way" amb Francis Cabrel el 1993, una versió del One Love de Bob Marley cantada amb el seu fill Ziggy Marley, i la cançó de Georges Reyes "Donde está el amor" amb Nicolas Reyes el 2006. També varen interpretar "Get Up!" amb Captain Jack i varen realitzar una versió de "Long Train Running" dels Doobie Brothers amb Bananarama dins el seu àlbum Pop Life, sota el pseudònim Alma de Noche.
El grup ha col·laborat també amb Chicago (1995) i amb Goran Bregovic (a l'àlbum Champagne for Gypsies).

## Membres

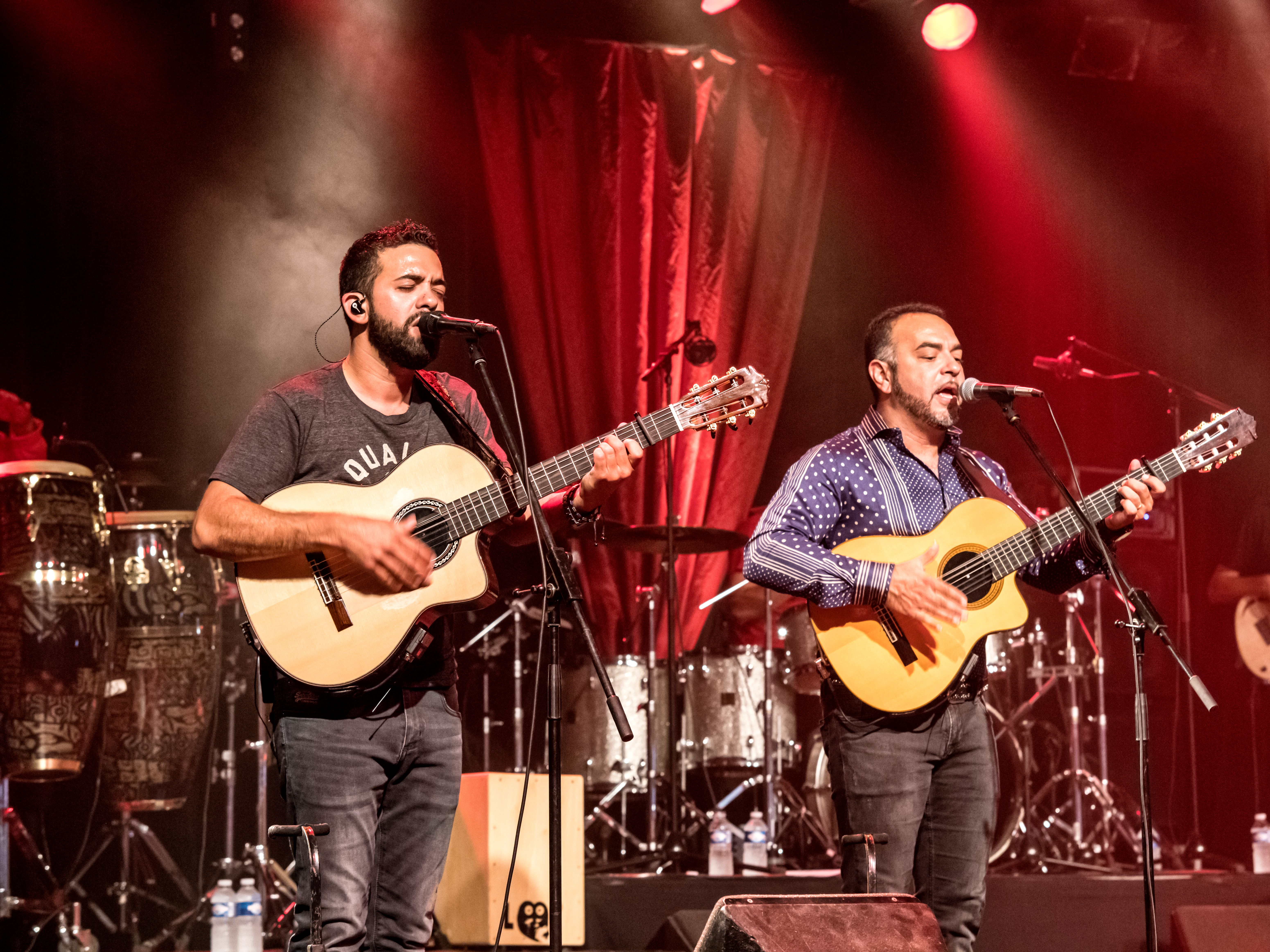
Els Gipsy Kings al Zelt-Musik-Festival de Friburg de Brisgòvia el 2016

Els Gipsy Kings han estat formats des de sempre per membres de dues famílies emparentades: els Reyes i els Baliardo. Els germans Reyes són fills de José Reyes i, tots ells, nebots de Manitas de Plata.
- Nicolas Reyes: fundador, cantant principal, fill de José Reyes
- François "Canut" Reyes: veus, guitarra, fill de José Reyes
- Andre Reyes: veus, guitarra, fill de José Reyes
- Patchaï Reyes: veus, guitarra, fill de José Reyes
- Paul "Pablo" Reyes, guitara, fill de José Reyes
- Tonino Baliardo: fundador, guitarrista principal
- Diego Baliardo: guitarra
- Paco Baliardo: guitarra

Chico Bouchikhi, gendre de José Reyes, fou també membre fundador del grup, però l'abandonà després de l'àlbum Mosaïque per a crear el seu propi grup Chico & The Gypsies.
Notes
1. ↑  A data de 2015, els únics membres fundadors o originaris del grup que hi romanen són Nicolas Reyes i Tonino Baliardo; les notícies de l'actual gira promocional anuncien les actuacions del grup com a "The Gipsy Kings (featuring Nicolas Reyes and Tonino Baliardo)".

## Estil musical

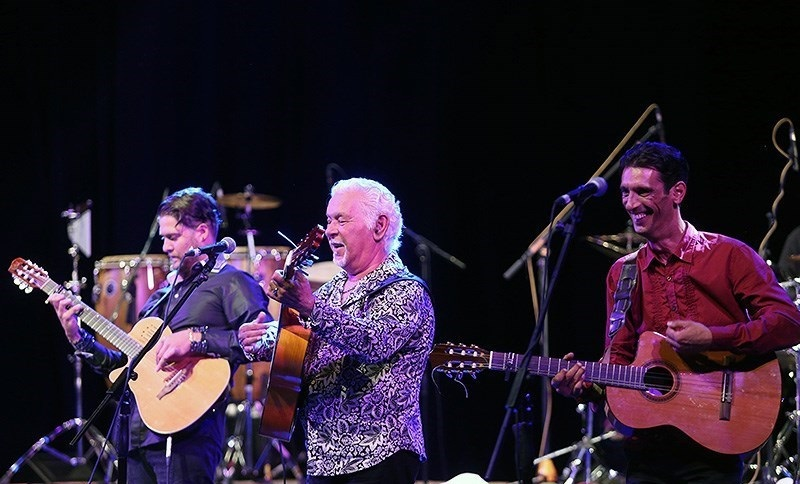
Els Gipsy Kings a Teheran el 2016

L'estil dels Gipsy Kings és tan característic que actualment s'anomena gipsy tota aquella música que segueix les seves pautes. El grup és en gran part responsable d'haver portat a un públic global els sons del flamenc progressiu orientat al pop.
Josep Mathieu Jojo, gitano català nascut a Montpeller el 1944 i parent dels Reyes, afirma en una entrevista al llibre Els gitanos catalans de França (Eugeni Casanova, 2016) que l'estil musical dels Gipsy Kings és en gran manera obra seva. Segons Jojo, qui resideix al barri montpellerí de Figuerolles, de jove mesclava música francesa i cubana amb la rumba catalana d'en Peret, posant-hi també elements del flamenc (tarantes, malaguenyes, etc.) i els ho ensenyava als joves Reyes. Paul Reyes, membre fundador del grup, corrobora aquesta història i afirma que ell i els seus germans van aprendre a tocar amb músics de Montpeller -entre ells Jojo i un altre que es deia Tonino- i que la música dels Gipsy Kings és el resultat de barrejar la rumba, el flamenc i el tango. Gran admirador d'en Peret, Paul Reyes cita en el seu català septentrional unes declaracions que va fer el músic mataroní en un programa radiofònic: «Jo sóc creat la rumba, però els Gipsy Kings l'han ficat dins el món entier».
Tècnicament parlant, els Gipsy Kings presentaven des d'un començament una combinació de guitarristes esquerrans i dretans; tres dels germans Reyes (Nicolas, Andre, i Patchaï) toquen la guitarra amb l'esquerra, i toquen guitarres esquerranes (i de vegades, dretanes) fetes amb les cordes per a dretans (és a dir, amb la corda mi greu a baix), mentre que Diego Baliardo toca una guitarra esquerrana que està preparada per a esquerrans (és a dir, amb la corda mi greu a dalt). Juntament amb els dretans Canut i Paul Reyes i Paco Baliardo, aquests guitarristes se centren a lliurar els ritmes principals de suport, mentre que els compassos més complexos són interpretats pel guitarrista dretà i convencional Tonino Baliardo.

## Discografia

### Àlbums
Com a "José Reyes et Los Reyes"
- 1974: José Reyes & Los Reyes (àlbum epònim)
- 1977: Gitan poète
- 1978: L'amour d'un jour

Com a "Los Reyes"
- 1982: Fête des Saintes Maries de la Mer
- 1991: Hommage à José Reyes

Àlbums d'estudi
- 1982: Allegria
- 1983: Luna de Fuego
- 1987: Gipsy Kings
- 1988: Best Remixes (distribuït només al Japó)
- 1989: Mosaïque (la llista de temes varia entre les versions europea i nord-americana)
- 1991: Este Mundo – Nominat per a Premi Grammy com a Best World Music Album
- 1993: Love and Liberté (la llista de temes varia entre les versions europea i nord-americana) – Guanyador d'un Latin Grammy Award com a Best Pop Album of the Year i nominat per a Premi Grammy com a Best World Music Album
- 1995: Estrellas (versió europea de Tierra Gitana amb "Forever")
- 1996: Tierra Gitana (versió per als EUA d'Estrellas amb "Los Peces en el Rio") – Nominat per a Premi Grammy com a Best World Music Album
- 1997: Compas – Nominat per a Premi Grammy com a Best World Music Album
- 2001: Somos Gitanos
- 2004: Roots
- 2006: Pasajero
- 2013: Savor Flamenco – Guanyador d'un Premi Grammy com a Best World Music Album[15]

Àlbums en directe
- 1992: Live – Nominat per a Premi Grammy com a Best World Music Album
- 2014: Gipsy Kings Live

Àlbums recopilatoris
- 1990: Allegria (versió EUA) (barreja d'Allegria i Luna de Fuego amb quatre cançons menys)
- 1994: Greatest Hits (inclou nous temes inèdits)
- 1995: The Best of the Gipsy Kings (inclou nous temes inèdits)
- 1996: Love Songs (versió europea de Cantos de Amor amb "Gitano Soy")
- 1998: Cantos de Amor (versió per als EUA de Love Songs amb "Gitano Soy")
- 1999–2000: ¡Volare! The Very Best of the Gipsy Kings (inclou nous temes inèdits)
- 2012: The Essential Gipsy Kings

## DVDs

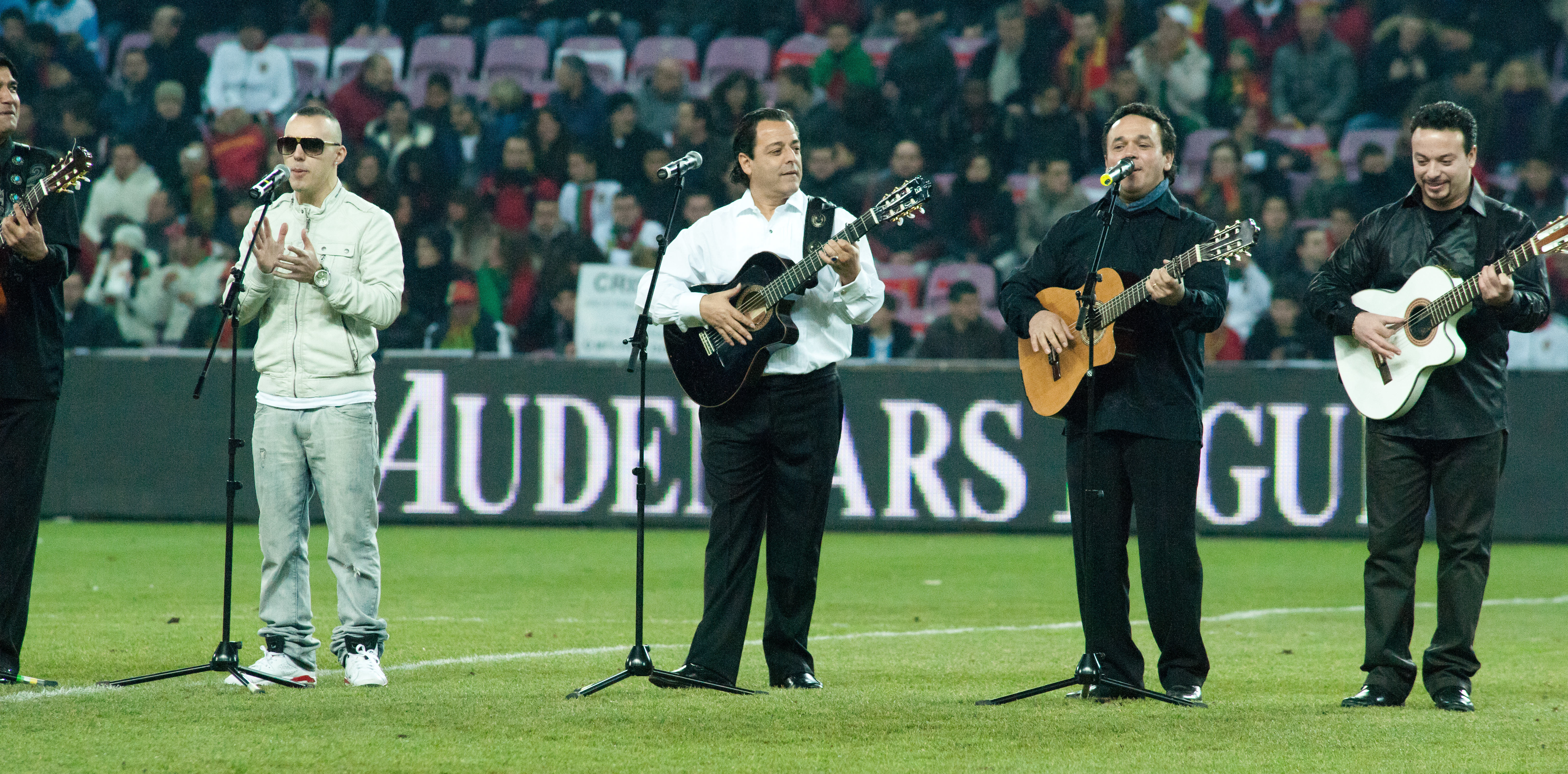
Els Gipsy Kings actuant en un partit Portugal-Argentina el 2011

### Concerts
- 1989: Live at the Royal Albert Hall – concert filmat per a la gira mundial de l'àlbum Gipsy Kings
- 1990: Live au Zénith de Paris (no comercialitzat, amb extractes visibles a YouTube) – concert enregistrat el gener de 1990 a la sala Zénith de París durant la gira de Mosaïque
- 1991: US Tour 1990 – filmat per Freddy Hauser, un concert del juliol de 1990 al Greek Theatre de Los Angeles durant la gira de l'àlbum Mosaïque
- 1996: Live at Wolf Trap (no comercialitzat, amb extractes al documental Tierra Gitana i alguna rara còpia en circulació) – concert enregistrat al Wolf Trap de Washington el 1995
- 2005: Live at the Kenwood House of London – concert durant l'àlbum Roots

### Altres
- 1990: Fuego! The videos – recopilatori de vídeos dels Gipsy Kings

## Documentals
- 1996: Tierra Gitana de Hart Perrey – història dels Gipsy Kings des dels suburbis d'Arle a la dècada de 1950 fins als seus èxits a les sales de concerts nord-americanes

## Altres aparicions
- 1999: "Captain Jack Feat. The Gipsy Kings – Get Up!" (senzill)
- 2009: Zorro – A New West End Musical By The Gipsy Kings (banda sonora)